# Kohlberg (Neuenrade)
Der Kohlberg ist ein Berg der Iserlohner Höhe im märkischen Sauerland und stellt mit 514 m die höchste Erhebung der Stadt Neuenrade dar. Er bildet die natürliche Grenze zwischen Neuenrade und der Stadt Altena bzw. dem Ortsteil Dahle.
Etwa einen Kilometer südwestlich des Gipfels entspringt die Hönne.
Auf dem Kohlberg bieten ein Skilift, Hänglängen bis 400 m und verschiedene Loipen Wintersportmöglichkeiten besonders für Einsteiger. Im Sommer bietet er mit ausgewiesenen Strecken des Sauerländischen Gebirgsvereins sehr gute Wandermöglichkeiten und ist einer der Wegpunkte auf dem von Altena nach Korbach führenden Fernwanderweg Sauerland-Höhenflug.
Auf dem Kohlberg wurde 1893 der 14 m hohe Quitmannsturm als Aussichtsturm errichtet und zuletzt 1986 von der Stadt Neuenrade erneuert.
Zwei Baudenkmäler der Stadt Altena befinden sich ebenfalls auf dem Kohlberg: Zum einen das 1938 errichtete Ehrenmal des Sauerländischen Gebirgsvereins im unmittelbaren Gipfelbereich und zum anderen das 1926 als Begegnungsstätte des Sauerländischen Gebirgsvereins eingeweihte Kohlberghaus, das heute als Pflegeeinrichtung für Menschen mit psychischen und geistigen Behinderungen dient und sich 300 m nordwestlich vom höchsten Punkt befindet.

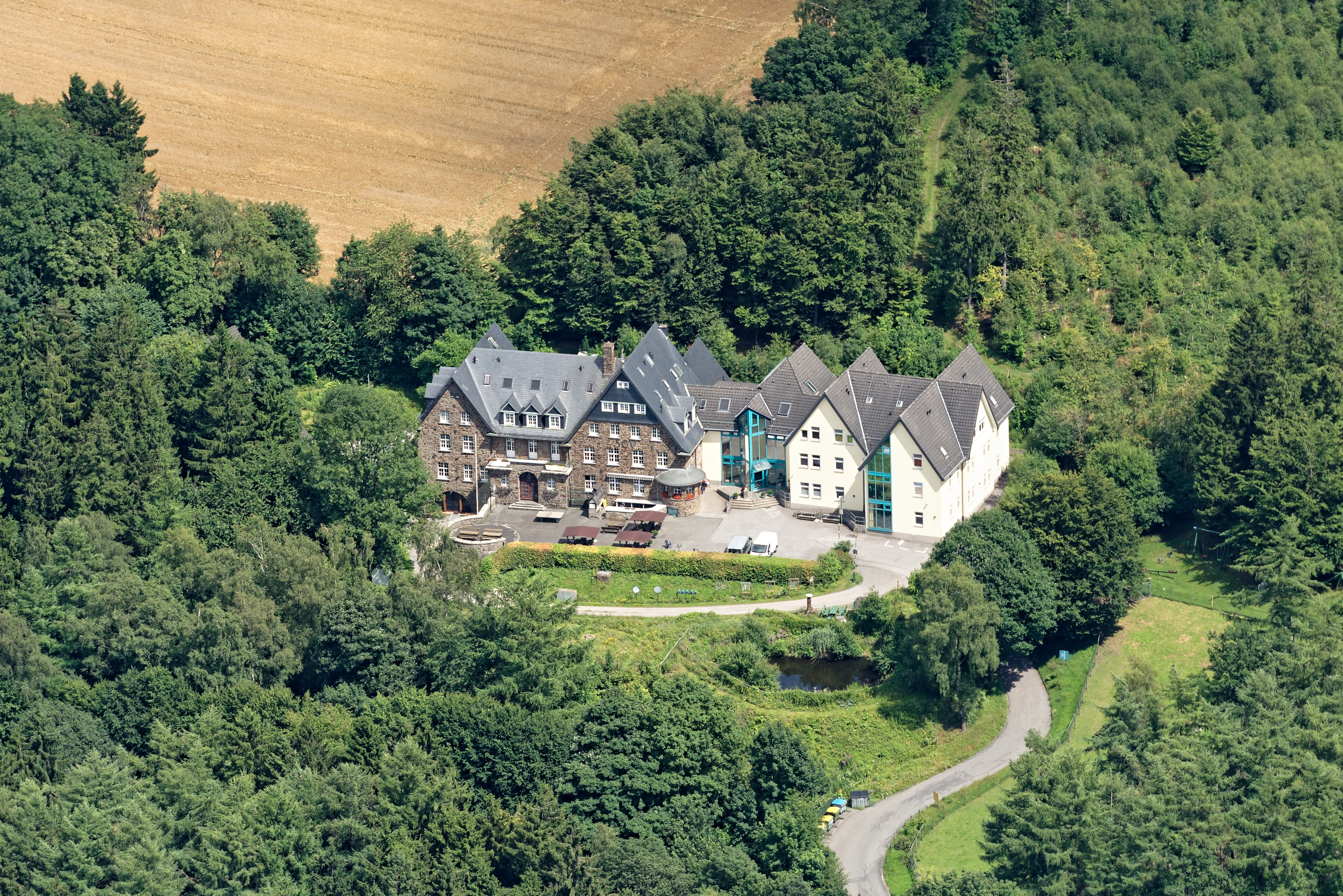
Luftbild vom Kohlberghaus
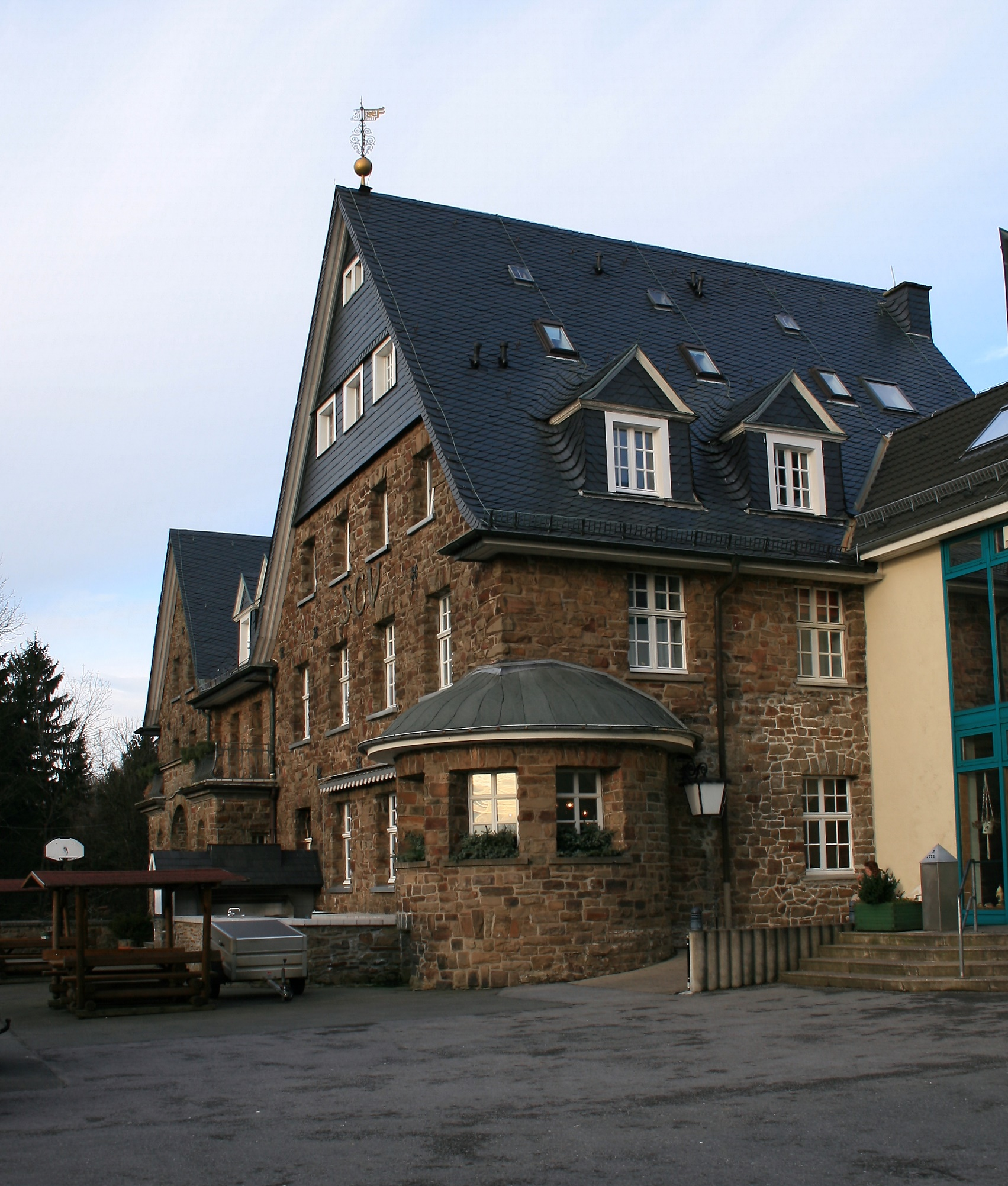
Das Kohlberghaus
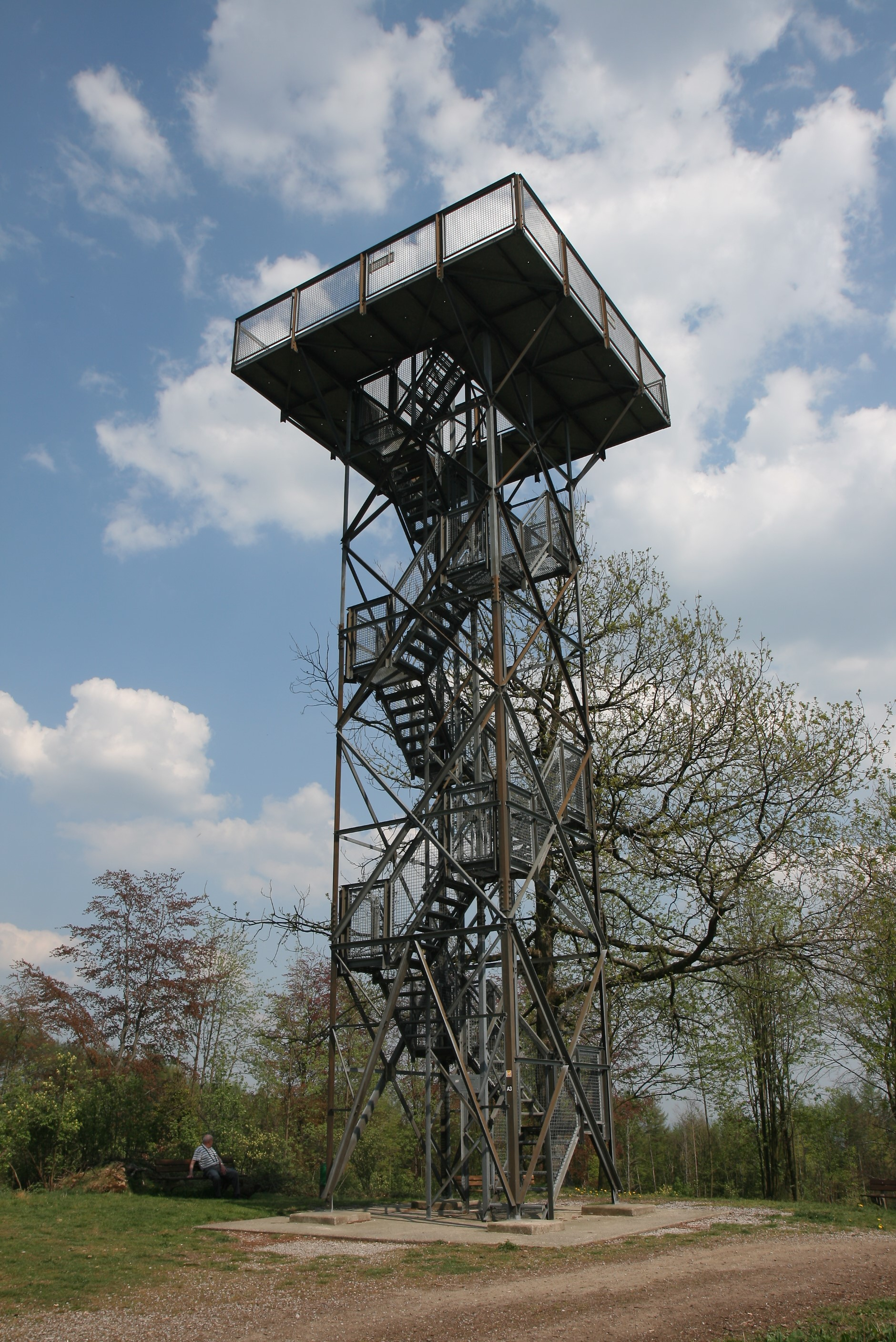
Der Quitmannsturm
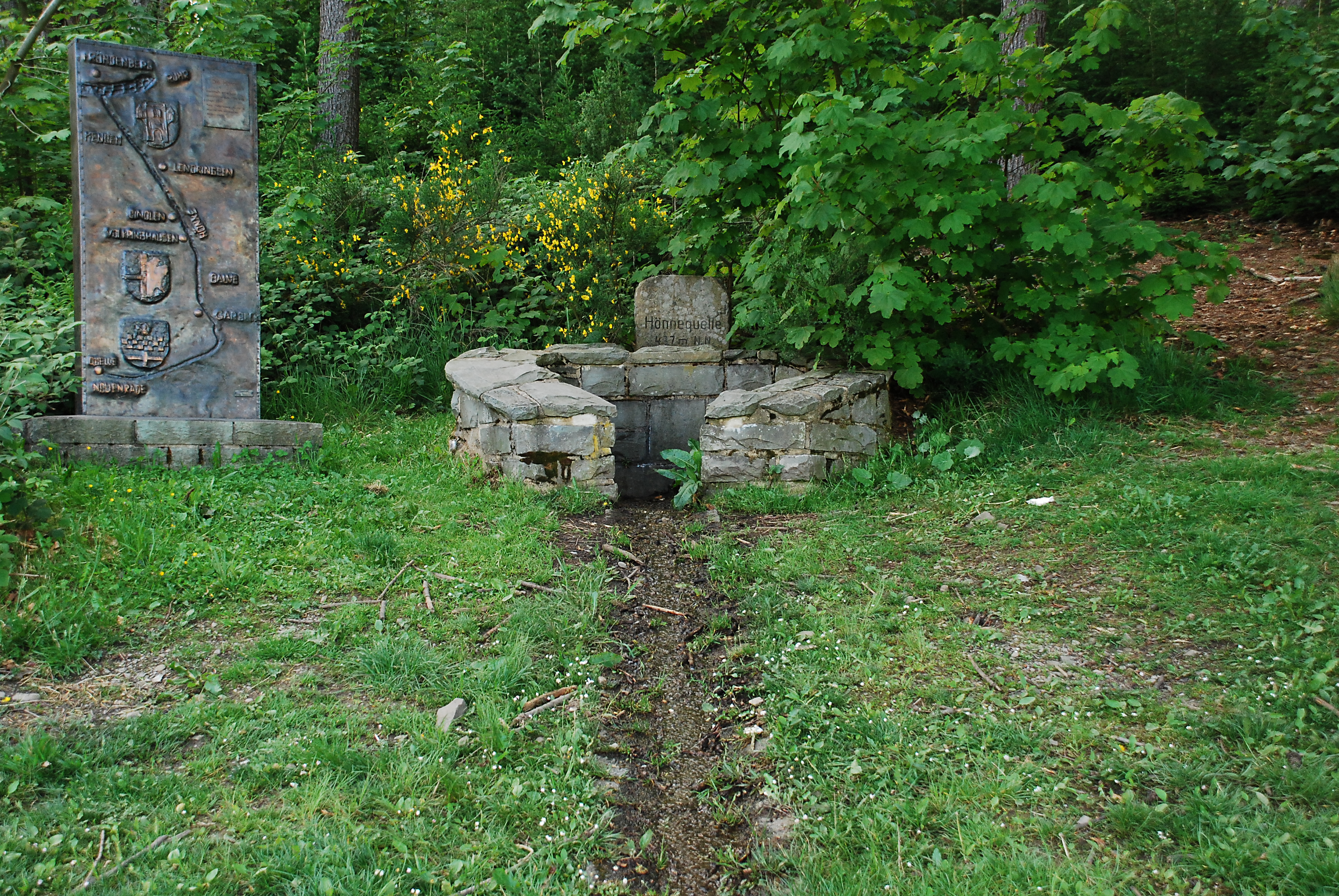
Die Hönnequelle